# Pietro Castellitto
Pour les articles homonymes, voir Castellitto.
Pietro Castellitto, né le 16 décembre 1991 à Rome (Latium), est un acteur, réalisateur et scénariste italien.

## Biographie
Pietro est le fils aîné de Sergio Castellitto et Margaret Mazzantini (le couple a trois autres enfants : Anna, Maria et Cesare). Il a étudié au lycée classique Istituto Santa Giuliana Falconieri à Rome et a obtenu un diplôme de philosophie à La Sapienza.
Il fait ses débuts au cinéma à l'âge de treize ans dans un petit rôle dans le film de son père À corps perdus, d'après une pièce de théâtre de sa mère. Il est dirigé par son père dans deux autres films : La bellezza del somaro (2010) et Venir au monde (2012). Il est choisi par Lucio Pellegrini pour jouer le rôle de Marco dans la comédie È nata una star? (it).
En 2018, il joue Secco dans La profezia dell'armadillo (it), pour lequel il remporte le prix Guglielmo Biraghi aux Rubans d'argent 2019. En 2020, il sort son premier film en tant que réalisateur et scénariste, I predatori (it), lauréat du prix Orizzonti du meilleur scénario à la Mostra de Venise 2020 et du David di Donatello 2021 de la meilleure première réalisation, ainsi qu'une nomination pour le meilleur scénario original et le Ruban d'argent de la meilleure première réalisation. L'année suivante, il incarne Francesco Totti dans Speravo de morì prima (it), une mini-série de Sky TV réalisée par Luca Ribuoli (it).
En 2021, il publie le roman Gli iperborei pour la maison d'édition Bompiani (lauréat du prix Viareggio dans la section Opera prima) et figure parmi les protagonistes du film Freaks Out de Gabriele Mainetti.
Son second long métrage en tant que réalisateur, Enea, est sélectionné en compétition à la Mostra de Venise 2023.

## Filmographie

### Acteur
- 2004 : À corps perdus (Non ti muovere) de Sergio Castellitto
- 2010 : La bellezza del somaro de Sergio Castellitto
- 2012 : È nata una star? (it) de Lucio Pellegrini (it)
- 2012 : Venir au monde (Venuto al mondo) de Sergio Castellitto
- 2018 : La profezia dell'armadillo (it) d'Emanuele Scaringi
- 2020 : I predatori (it) de lui-même
- 2021 : Speravo de morì prima (it) de Luca Ribuoli (it)
- 2021 : Freaks Out de Gabriele Mainetti
- 2022 : Braquer Mussolini (Rapiniamo il duce) de Renato De Maria
- 2024 : Diva Futura de Giulia Steigerwalt

### Réalisateur
- 2020 : I predatori (it)
- 2023 : Enea